# 838
| 838                |
| ------------------ |
| Dødsfald - Fødsler |
| • Begivenheder     |

| Gregoriansk kalender | 838 DCCCXXXVIII         |
| Ab urbe condita      | 1591                    |
| Armensk kalender     | 287 ԹՎ ՄՁԷ              |
| Kinesiske kalender   | 3534 – 3535 丁巳 – 戊午 |
| Etiopisk kalender    | 830 – 831               |
| Jødisk kalender      | 4598 – 4599             |
| Hindukalendere       |                         |
| - Vikram Samvat      | 893 – 894               |
| - Shaka Samvat       | 760 – 761               |
| - Kali Yuga          | 3939 – 3940             |
| Iransk kalender      | 216 – 217               |
| Islamisk kalender    | 223 – 224               |

Se også 838 (tal)

## Begivenheder
- 26. december – Stormfloden i 838